# 基礎方程式
基礎方程式（きそほうていしき）または支配方程式（しはいほうていしき、英: governing equation）とは、物理現象の数理モデルを構築するために、その現象を記述する物理法則を数学的な方程式で表したもの。扱う物理現象の種類の違いや、近似レベル、モデリングの違いによって、さまざまな方程式が存在する。微分方程式で表されることが多いが、それ以外のものもある。

## 分類
連続体力学においては、基礎方程式は以下の方程式を連立させたものとして記述される。
- 保存則を表す偏微分方程式：ナヴィエ・ストークス方程式や連続の方程式など
- 構成方程式：変形と応力の関係を表す。
- 偏微分方程式の初期条件および境界条件

## 基礎方程式の一覧
- 力学
  - ニュートンの運動方程式
- 電磁気学
  - マクスウェルの方程式
- 流体力学
  - ナビエ-ストークス方程式
- 一般相対性理論
  - アインシュタイン方程式
- 量子力学
  - シュレーディンガー方程式
  - ハイゼンベルクの運動方程式
  - クライン-ゴルドン方程式
  - ディラック方程式